# Мидори-ку (Тиба)
Мидори-ку (яп. 緑区) — район города Тиба префектуры Тиба в Японии. По состоянию на 1 июня 2013 года население района составило 125 337 человек, плотность населения — 1890 чел./км².

## История
В период Эдо на территории нынешнего Мидори-ку располагалась часть хана Оюми, феодального владения клана Морикава с 1627 по 1871 год при сёгунате Токугава. После реставрации Мэйдзи территория была разделена 1 апреля 1889 года на поселения Сиина, Хонда и Оихама в составе района Тиба и город Токи — в районе Санбу. Оихама стала городом 10 ноября 1928 года. 11 февраля 1955 года в город Тиба были включены Оихама, Сиина и Хонда. 15 июля 1969 года город Токи вошёл в состав Тибы.
Район Мидори-ку был создан 1 апреля 1992 года, когда Тиба получила статус города, определённого указом правительства.

## Экономика
Район Мидори-ку в основном служит региональным коммерческим центром и спальным районом Тибы и Токио.

## Транспорт
- Кокудо 126

Железнодорожный:
- Линия Сотобо: станции Каматори, Хонда и Токэ.
- Линия Тихара: станции Гакуэнмаэ и Оюмино.